# Svenskt Seriearkiv

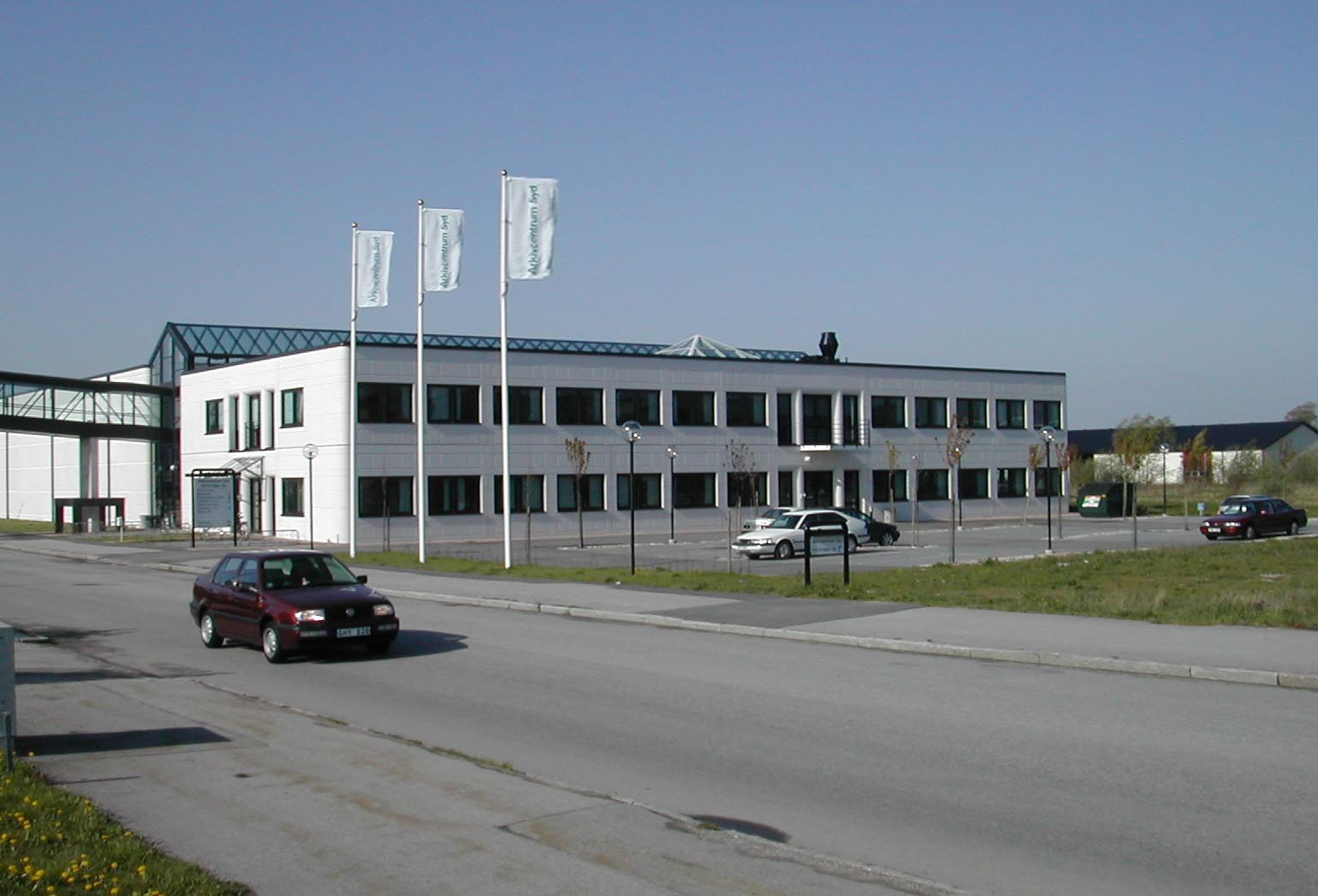
Arkivcentrum Syd, där bland annat Svenskt Seriearkiv inrymdes fram till sommaren 2014.

Svenskt Seriearkiv/Svensk Seriehistoria är ett pågående projekt att dokumentera den svenska seriehistorien. Det drevs sedan grundandet 2005 och fram till 2023 av Seriefrämjandet och består av en arkivdel (Svenskt Seriearkiv, beläget i Malmö, tidigare i Lund) och en publikationsdel (Svensk Seriehistoria, där hittills två böcker utkommit och fler är/varit under förberedande). Sedan 2023 fungerar arkivet som den separata föreningen Seriearkivet, fristående från Seriefrämjandet.
Det fysiska arkivet var fram till sommaren 2014 beläget på Arkivcentrum Syd i Lund. I augusti samma år flyttades det till Friisgatan i Malmö, rätt över gatan från Seriecenter där bland annat Seriefrämjandet har sitt kontor.

## Allmän beskrivning

### Bakgrund
Redan vid Seriefrämjandets startmöte 1968 beslöts om inrättandet av ett klipparkiv, vilket kan ses som en tidig föregångare till det moderna Svenskt Seriearkiv. 
Projektet, initierat av Seriefrämjandet och stött med ett projektbidrag från Stiftelsen Framtidens Kultur, består av en arkivdel och en publikationsdel. Själva arkivet stod klart 2005, men förberedande arkivarbete påbörjades redan 2001 (med ekonomiskt stöd från Helge Ax:son Johnsons stiftelse). Arbetet gick 2003 in i en ny fas då Stiftelsen Framtidens Kultur gick in med stödpengar.
Fram till 2011 hade Svenskt Seriearkiv fyllt 200 hyllmeter. Materialet till arkivet har man fått via aktivt kontaktande av folk som arbetar eller har arbetat inom seriebranschen. Där finns allt från serieoriginal, tidningar och böcker, räkenspapper, korrespondens, fotografier, tavlor och statyetter. Allt förtecknas åtminstone klumpvis, men mycket noteras också mer detaljerat, och det finns planer på ett register över materialet som ska kunna vara nåbart över Internet. Ansvarig seriearkivarie har från starten varit Thomas Storn, styrelsemedlem i Seriefrämjandet och myndighetsregistrator hos Polisen i Skåne.
Fram till 2013 hade arkivet vuxit till över 220 hyllmeter material. Detta inkluderade 10 000 serieoriginal, 15 000 seriepublikationer av olika slag och Sveriges största (enligt egen utsago) klippsamling av artiklar om serier.

### Svensk Seriehistoria
Publikationsdelen består av en "årsbok", med den ursprungliga ambitionen att komma årligen, innehållande artiklar och intervjuer rörande projektarbetet och den svenska seriehistorien. Minst två böcker var länge under förberedande, och den med tema 60-tal (inklusive förlagsartiklar och intervjuer med svenska serieskapare aktiva under decenniet) kom efter lång väntan slutligen ut 2016. Till den boken hade Svenskt Seriearkiv fått bidrag från Lunds kommun. Dessa två utgåvor har senare kompletterats med två volymer med 1970-talet som ämne och med undertitlarna "En ny guldålder" (2019) respektive "En guldålder för seriealbum" (2020).
Dessutom planeras den sedan länge påbörjade produktionen av serieförläggare Ebbe Zetterstads historik över svenska serietidningar att ges ut via print on demand. Senvintern 2013 meddelade Seriefrämjandets Fredrik Strömberg också att en nybearbetning och svensk översättning av hans engelska bok Swedish Comics History var på gång, med en tänkt utgivning våren 2014. Den har fått (arbets)titeln Sveriges seriehistoria – från OA till Nina Hemmingsson.

### Tioårsjubileum
Svenskt Seriearkivs tioårsjubileum firades med en heldagskonferens den 30 november 2013. Där ägnades plats åt föreläsningar, utställningar och rundvandring i arkivet. I samband med var Bild & Bubbla #197 (4/2013) ett temanummer som helt och hållet tillägnades seriearkivet och svensk seriehistoria. Detta var tio år efter Bild & Bubbla 3/2003, som var en motsvarande "Svensk Seriehistoria Special" i samband med upptakten av arkivprojektet.

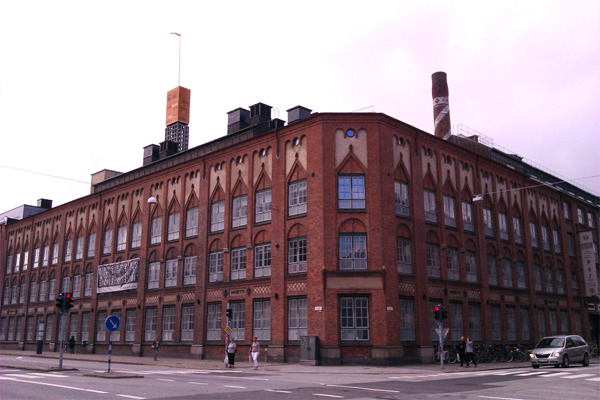
Seriefrämjandet (i Seriecenter på bilden) och Svenskt Seriearkiv låg från 2014 till 2023 vid samma Malmögata. Gatan är Friisgatan i Malmö, till höger på bilden.

### Flytt från Lund till Malmö
Svenskt Seriearkiv flyttade i augusti 2014 till Friisgatan i Malmö, efter ett decennium på Arkivcentrum Syd. Man finns hädanefter i det hus där Malmö stadsarkiv under året också flyttar in, och det var enligt SeF:s ordförande Fredrik Strömberg Malmö stad som bjöd in Seriefrämjandet att få rymmas i deras nya arkivlokaler. Huset vid Friisgatan var tidigare huvudkontor för tidningen Arbetet.
Dessutom hamnar arkivet nu rätt över gatan från Seriecenter, där Seriefrämjandet har sitt kontor. Flytten hade därför bland annat praktiska orsaker. Strömberg menade att arkivet nu kommer att bli mer levande och tillgängligt, bland annat i samband med arrangemang av utställningar.

### Egen förening
2023 avknoppades arkivverksamheten som den separata föreningen Seriearkivet. Detta skedde sedan Seriefrämjandet drabbats av försämrad ekonomi och varit tvungen att ägna sig åt kärnverksamheten. Den nya föreningen har, till skillnad från Seriefrämjandet, möjlighet att ansöka om bidrag inom kulturarvssektorn.

## Svensk Seriehistoria – årsbok
- Storn Thomas, red (2005). Svensk seriehistoria Första boken från Svenskt seriearkiv Huvudtema: Serietidningarnas framväxt. Åkarp: Seriefrämjandet. ISBN 9185161063
- Granberg Ulf, red (2016). Svensk seriehistoria Andra boken från Svenskt seriearkiv Huvudtema: 60-talet - då serier blir kultur. Malmö: Seriefrämjandet. ISBN 9789185161799
- Granberg Ulf, red (2019). Svensk seriehistoria Tredje boken från Svenskt seriearkiv Huvudtema: 70-talet – en ny guldålder. Malmö: Seriefrämjandet. ISBN 9789186667573
- Granberg Ulf, red (2020). Svensk seriehistoria Fjärde boken från Svenskt seriearkiv Huvudtema: 70-talet - en guldålder för seriealbum. Malmö: Seriefrämjandet. ISBN 9789186667597